# Малюнки Пітера Пауля Рубенса

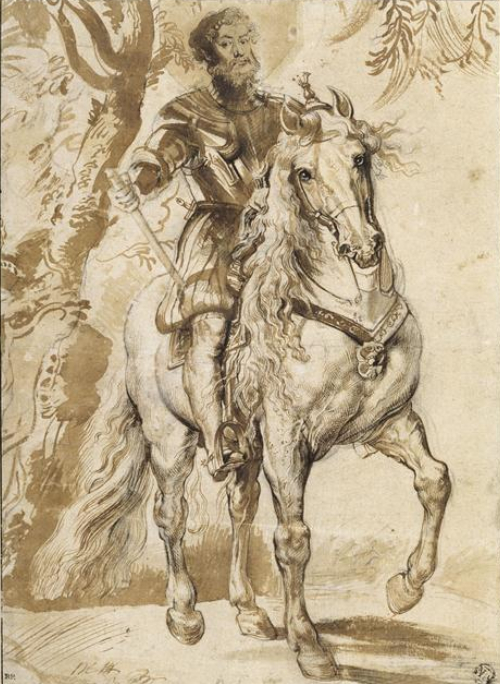
П.П. Рубенс. «Малюнок до кінного портрета герцога Лерма», Лувр, Париж.

Малюнки Пітера Пауля Рубенса — важливий напрямок творчості художника, котрий простягся від навчальних штудій і копій з творів уславлених митців-попередників до власних закінчених композицій, що мають самостійну мистецьку вартість.

## Широке поле малювання
Малюнок майстрів Фландрії 17 ст., особливо його першої половини, пережив справжній розквіт, тісно пов'язаний як із діяльністю П. П. Рубенса та художників його майстерні, так і з загальним розквітом національного мистецтва доби бароко. Все широке поле малювання як такого відбилося в ньому — від перших замальовок, навчальних штудій, підготувальних ескізів до релігійних, пейзажних і анімалістичних композицій, до готових чи умовних портретів і фіксацій реальних подій (Барнабе Гімар «Руїни палацу герцогів Брабантських після пожежі»).
Друга важлива особливість малюнків майстрів Фландрії 17 ст. — живописність. Малюнки часто розфарбовані аквареллю та гуашами, що стало навіть національною особливістю (ніде, окрім Фландрії, використання акварелі і гуаші, не мало такого широкого використання). І навпаки, ретельний, графічний малюнок пером не мав значного поширення.
Усе це притаманно і малюнкам П. П. Рубенса. Хоча він був у більш привілейованому стані — і через значну власну обдарованість, і через дев'ятирічне перебування в Італії, значному мистецькому центрі Західної Європи, де було чому повчитися.

## Малюнки-копії П.П.Рубенса

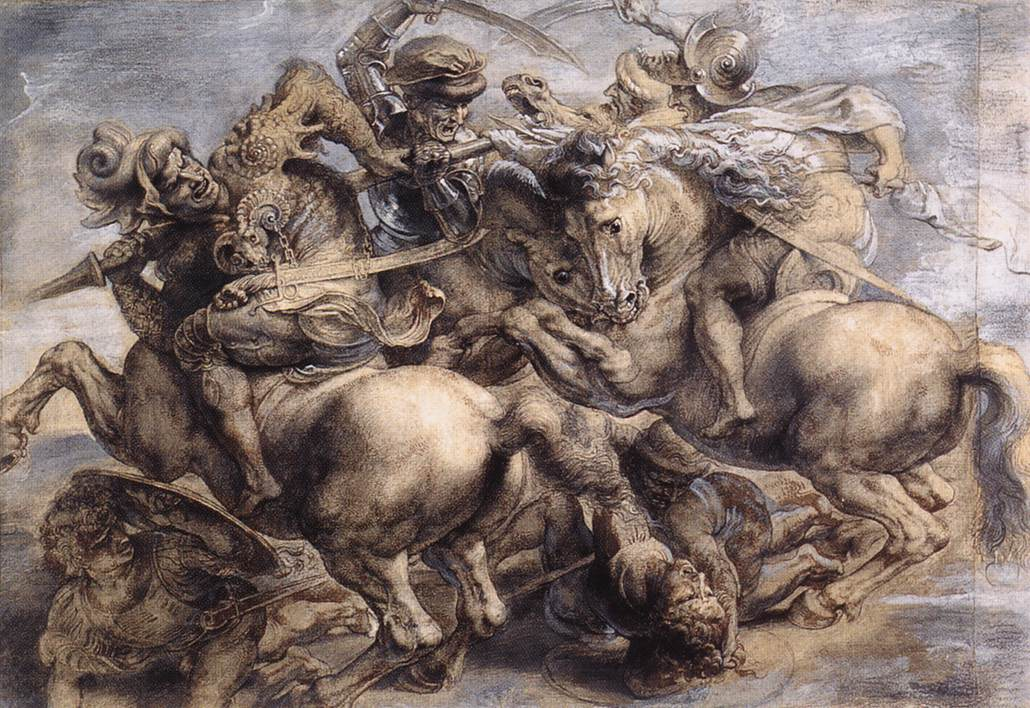
«Баталія при Ангіарі». Копія Рубенса з центральної групи картона Леонардо да Вінчі. Лувр, Париж.

«Битви при Ангіарі» — не що інше, як великий малюнок-картон у повний розмір майбутньої фрески. Навіть за словами Джорджо Вазарі, малюнки-картони Леонардо та Мікеланджело стали школою для молодих художників на роки. Їх неодноразово копіювали, як визначні зразки досягнень мистецтва Італії, хоча саме фресок не було створено. Навіть в копіях-малюнках Рубенса виявився його смак до психологічно напружених, динамічних чи драматичних композицій, які він старанно вивчав і замальовував в Італії. Потрощений, порізаний на шматки картон Леонардо був знищений. З часом старанна копія Рубенса центральної групи картона з зображенням запеклої боротьби за прапор набула надзвичайної вартості і як історичний документ, наближений до втраченого оригінала, і як твір самого фламандського майстра.
Серед копій-малюнків Рубенса італійського періоду і динамічна композиція Рафаеля Санті «Видіння пророка Єзекіїля», окремі фігури з фрески Мікеланджело Буонарроті «Страшний суд» в Ватикані, в Сікстинській каплиці.

## Портретні малюнки

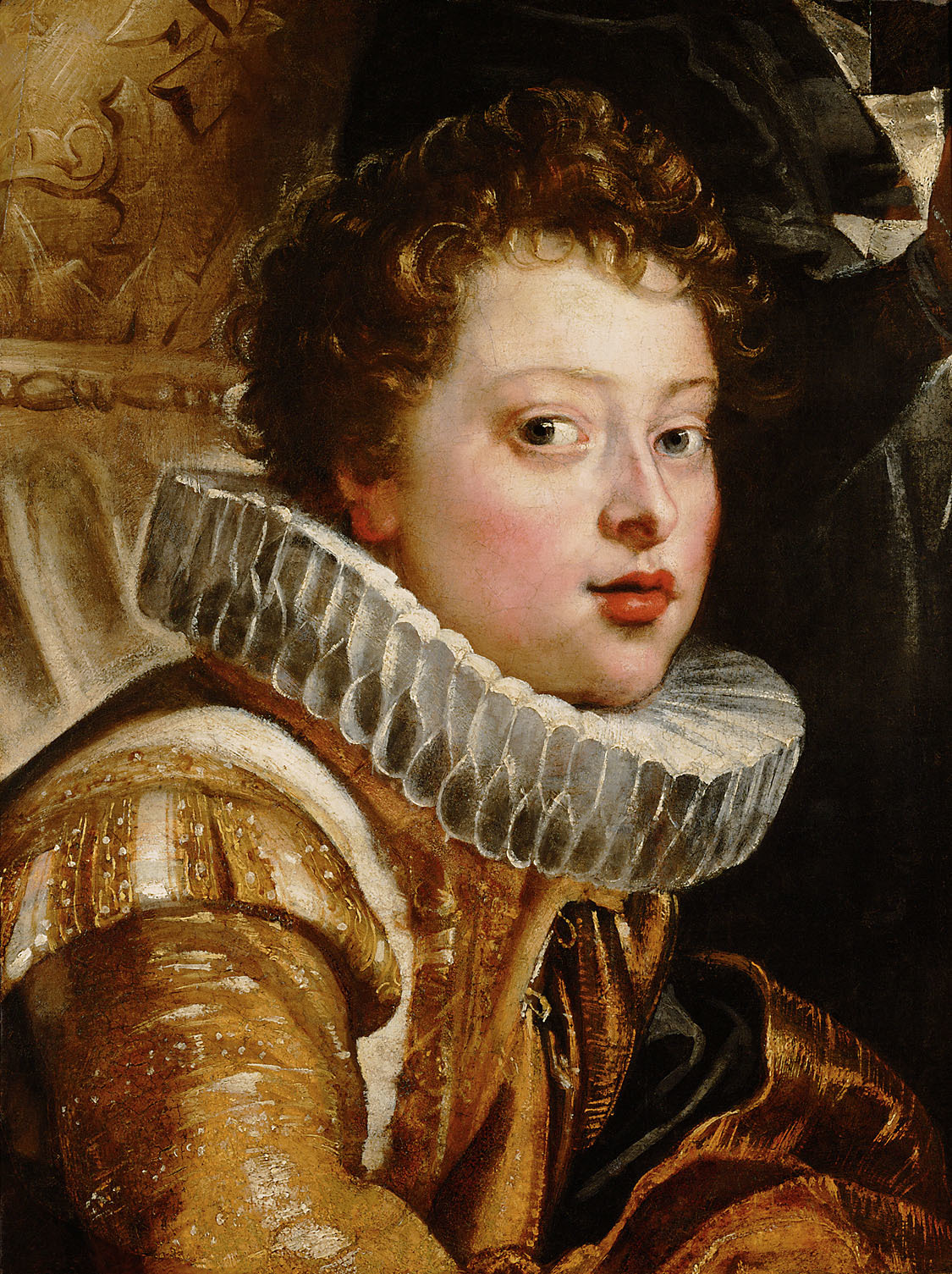
П. П. Рубенс. Герцог Вінченцо II Гонзага (1594–1627). Зрізана частина групового портрета 1605 р. Музей історії мистецтв, Відень.

Рубенс. Малюнок до погрудного портрета Букінгема, 1625 р. Альбертіна, Відень.

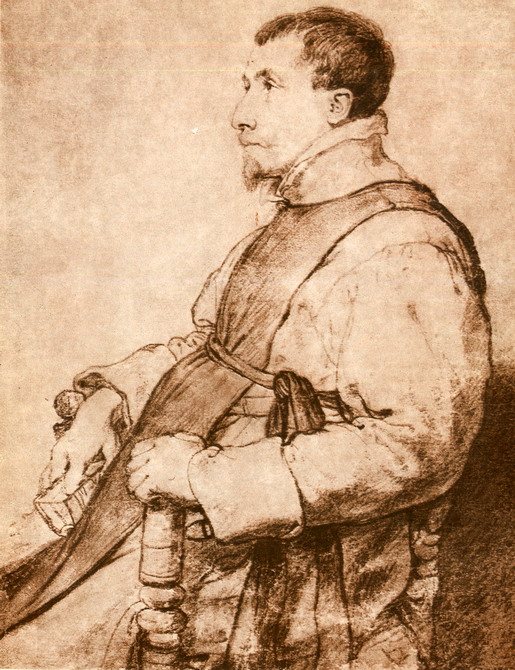
Рубенс. Штудія до портрета священика. Ермітаж

Ще в роки перебування в Італії Рубенс заробляв на життя створенням портретів на замову. До широко відомих творів раннього періоду належить груповий портрет родини мантуанських герцогів. Порізаний в пізні часи, він зберігся в неповному обсязі.
Портрети Рубенс створюватиме все життя. Спочатку митця приваблювала точна фіксація індивідуальних особливостей моделі при індиферентності психологічного стану, з часом розкриття вікових ознак і характеру моделі поглибилось. Бо зростали досвід і майстерність.
Заснування в Антрерпені численної групи митців власної майстерні мало на меті декілька завдань. Рубенс почав хворіти і не встигав за термінами виконання замов вельмож сусідніх країн, адже його мистецтво зберігало яскравий аристократичний відбиток. Все частіше він обмежувався малюнком чи ескізом майбутнього твору, ретельне виконання якого доручав фахівцям зі створення архітектури, декору, квітів, драперії. Готовий твір виправляв поверх готових образів помічників і ставив власний підпис.
Серед митців рубенсовської майстерні знайшлося декілька майстрів, портретні здібності яких перебільшували здібності Рубенса в цій галузі. Елегантність і психологічні характеристики моделей Антоніса ван Дейка виявились значно глибшими. Між майстрами спалахнуло приховане суперництво, котре примусило ван Дейка перебратися на працю в Лондон. Суперництво між майстрами обірветься лише зі смертю Рубенса.
Портретні малюнки Рубенса розділяють на малюнки обличчя та на ретельні малюнки драперії, костюмів. Існує лише відносно мала частина малюнків, де ці дві складові образу відтворені в повному обсязі. Дев'ятирічне перебування художника в Італії і вивчання там творів італійських майстрів вплинули на графічну техніку Рубенса. Не дивно, що частку малюнків Рубенса початкового періоду приймали то за твори італійського художника, то за твори самого Франсіско де Сурбарана. Художник рано відвідав Іспанію і міг знати твори Сурбарана.
Більш глибокі характеристики притаманні лише портретам дружин Рубенса та власним автопортретам, портретам його родичок-жінок та власних дітей. Але зовнішня, дещо порожня ефектність портретів Рубенса олійними фарбами практично зникала в численних малюнках власних дітей — безпосередніх, стрімких, невимушених, теплих за почуттями.

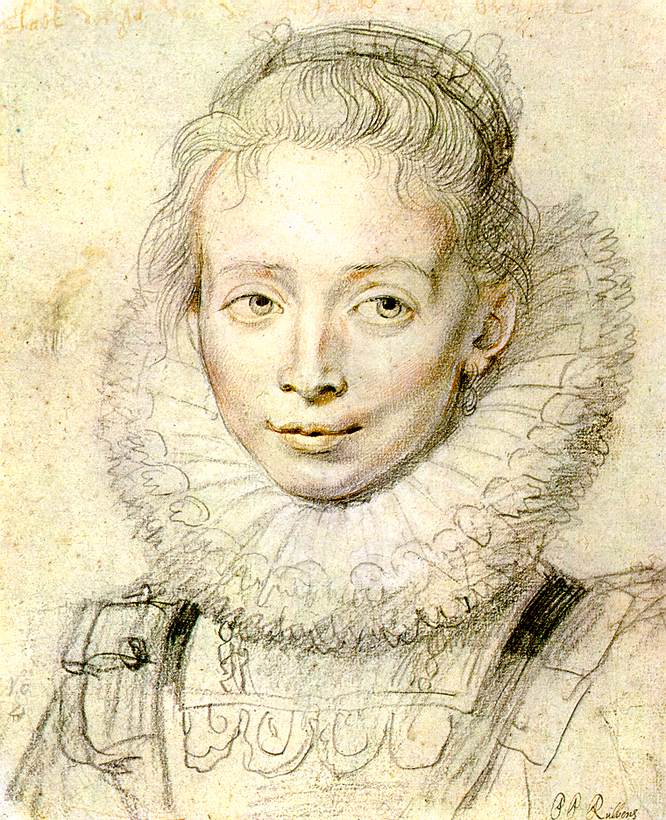
Камеристка (дівчина завідувачка гардеробом вельможної пані), 1623 р, Альбертіна, Відень.
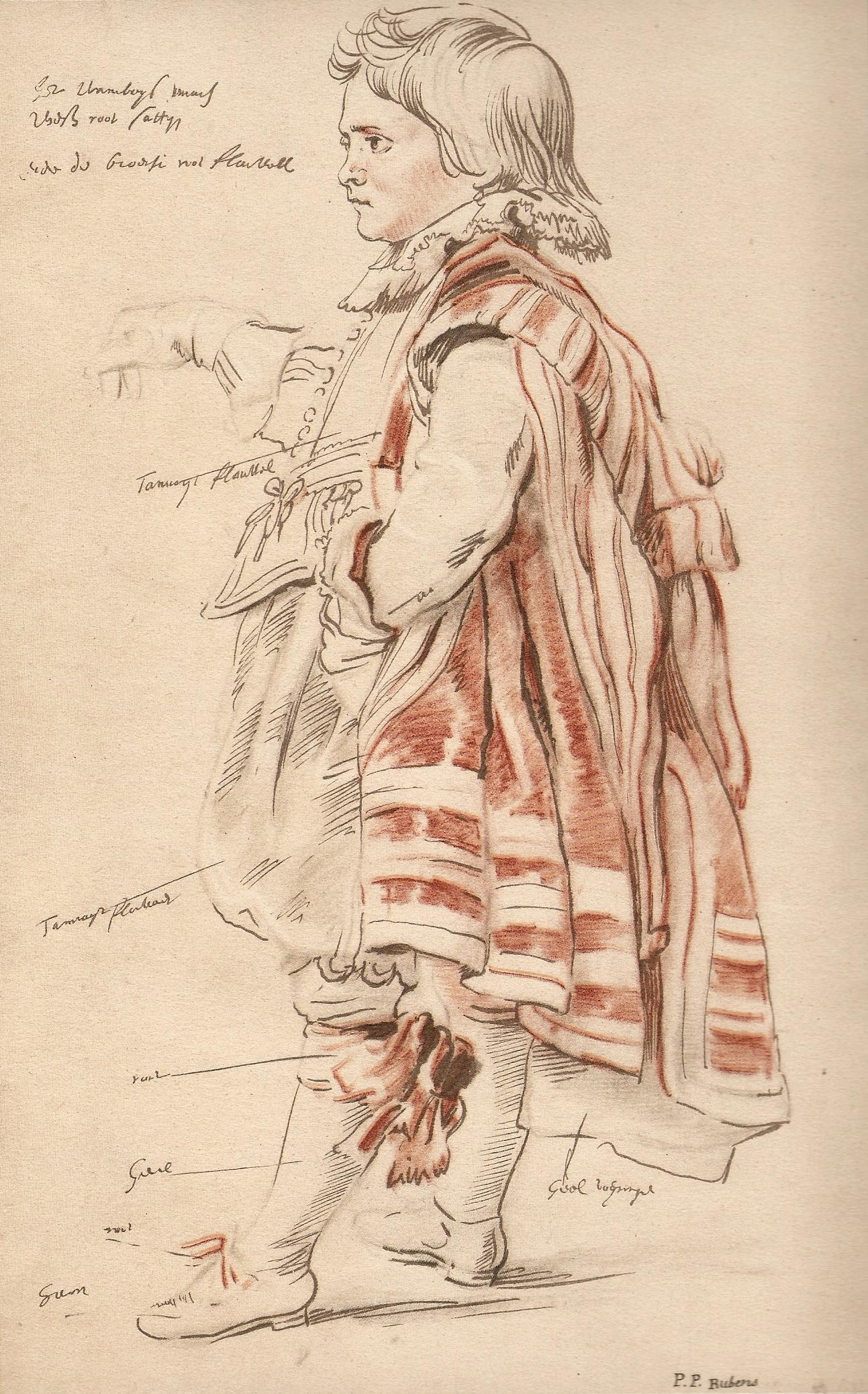
Робін, син графа Арундела. з позначкою кольорів його одягу. Штудія до портрета пензля Рубенса.
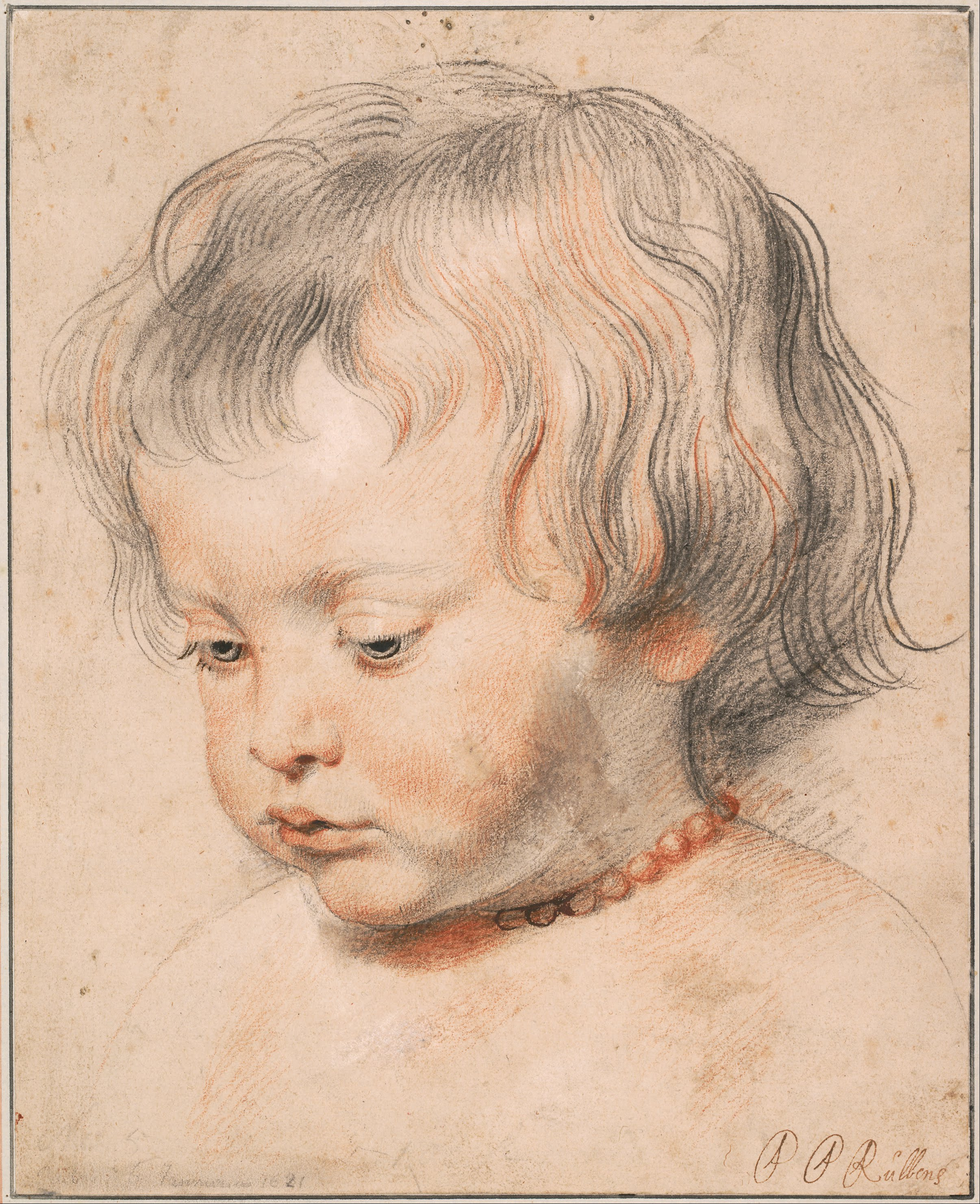
Син Ніколас. 1619 р.
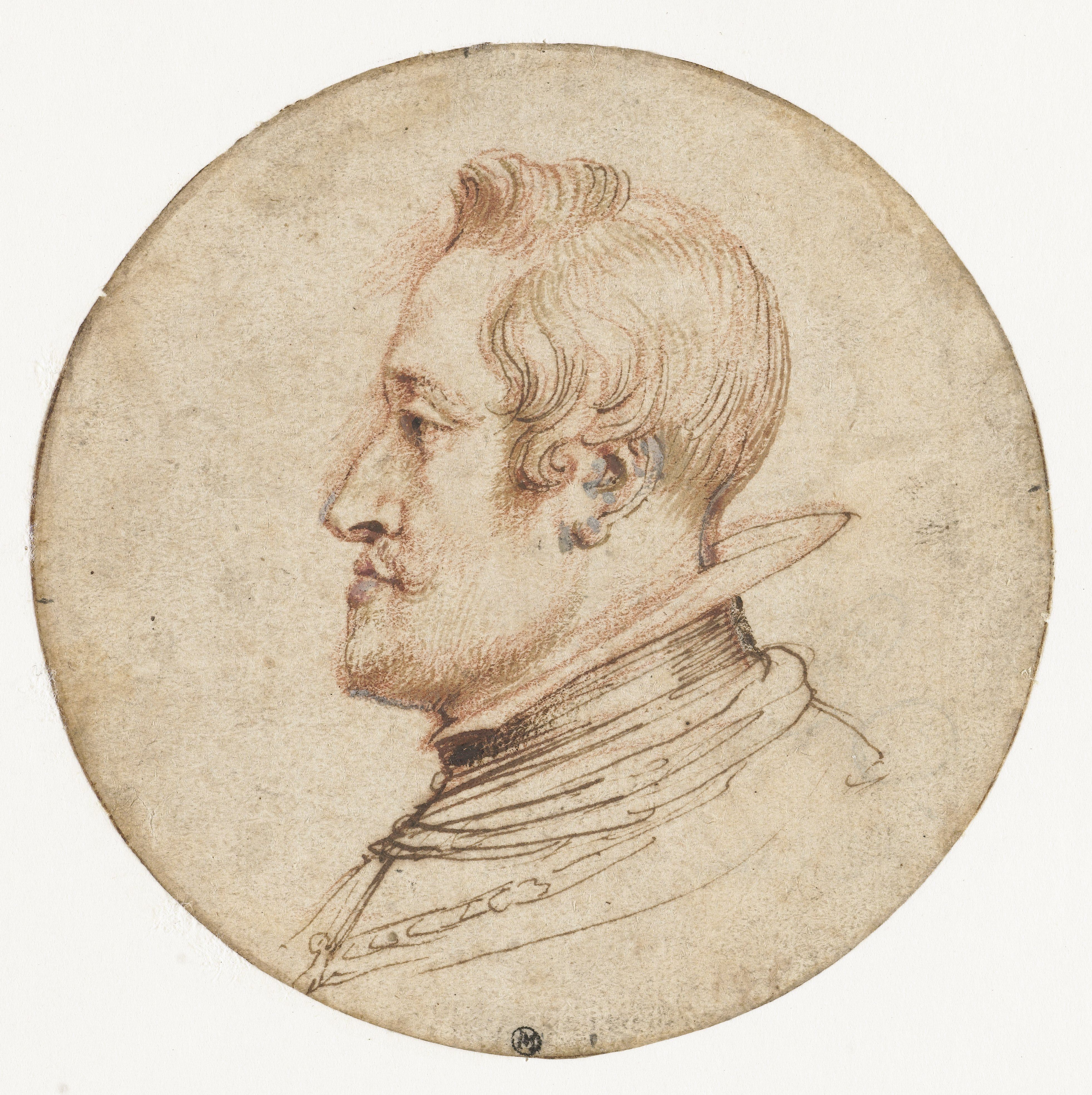
П.П. Рубенс. Портрет іспанського короля Філіпа IV або його брата принца Карла Австрійського, до 1630-х рр., Державний музей (Амстердам)
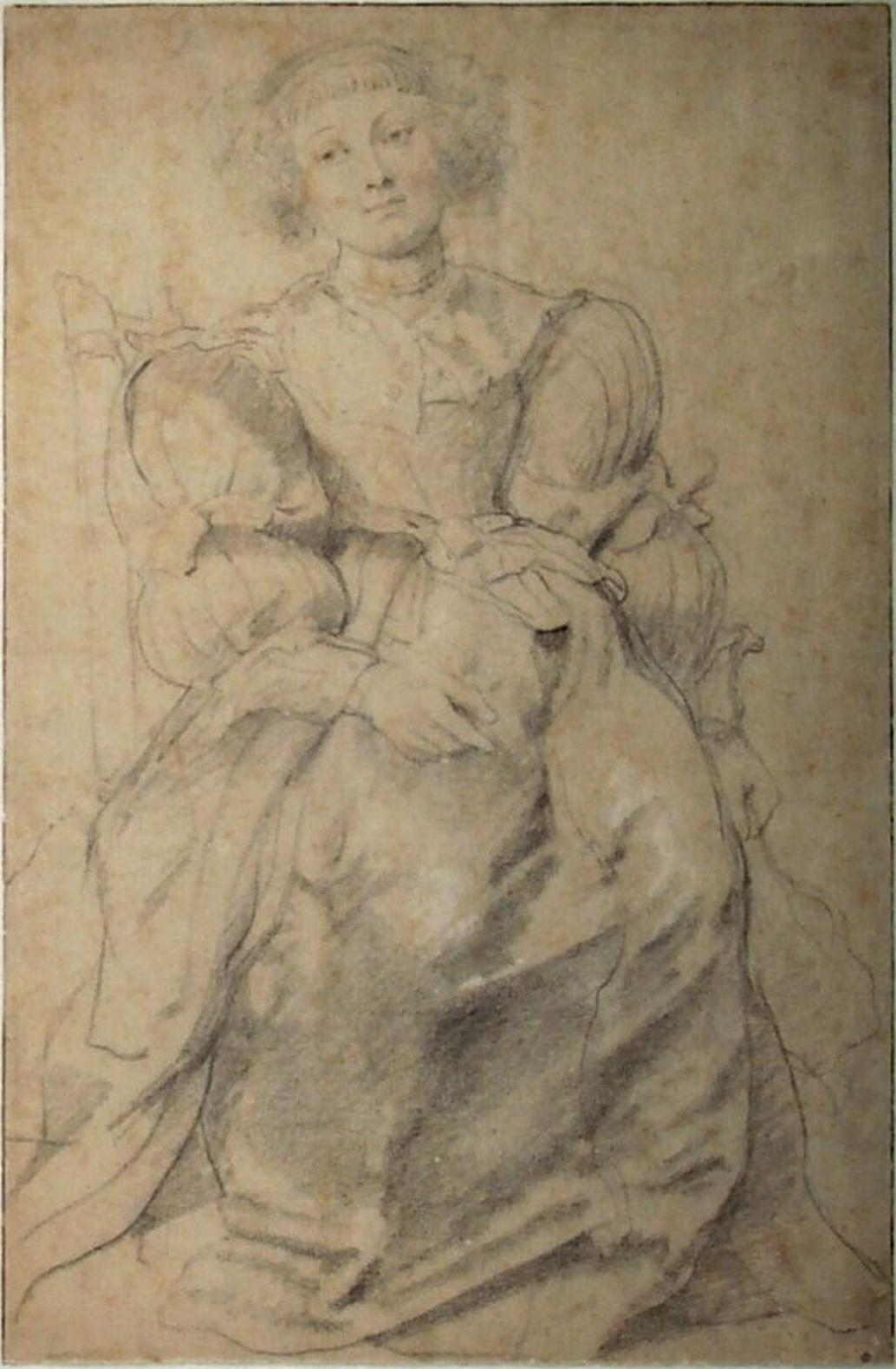
Елена Фурман. Штудія до портрета пензля Рубенса. Музей Бойманс ван Бенінгена, Роттердам.
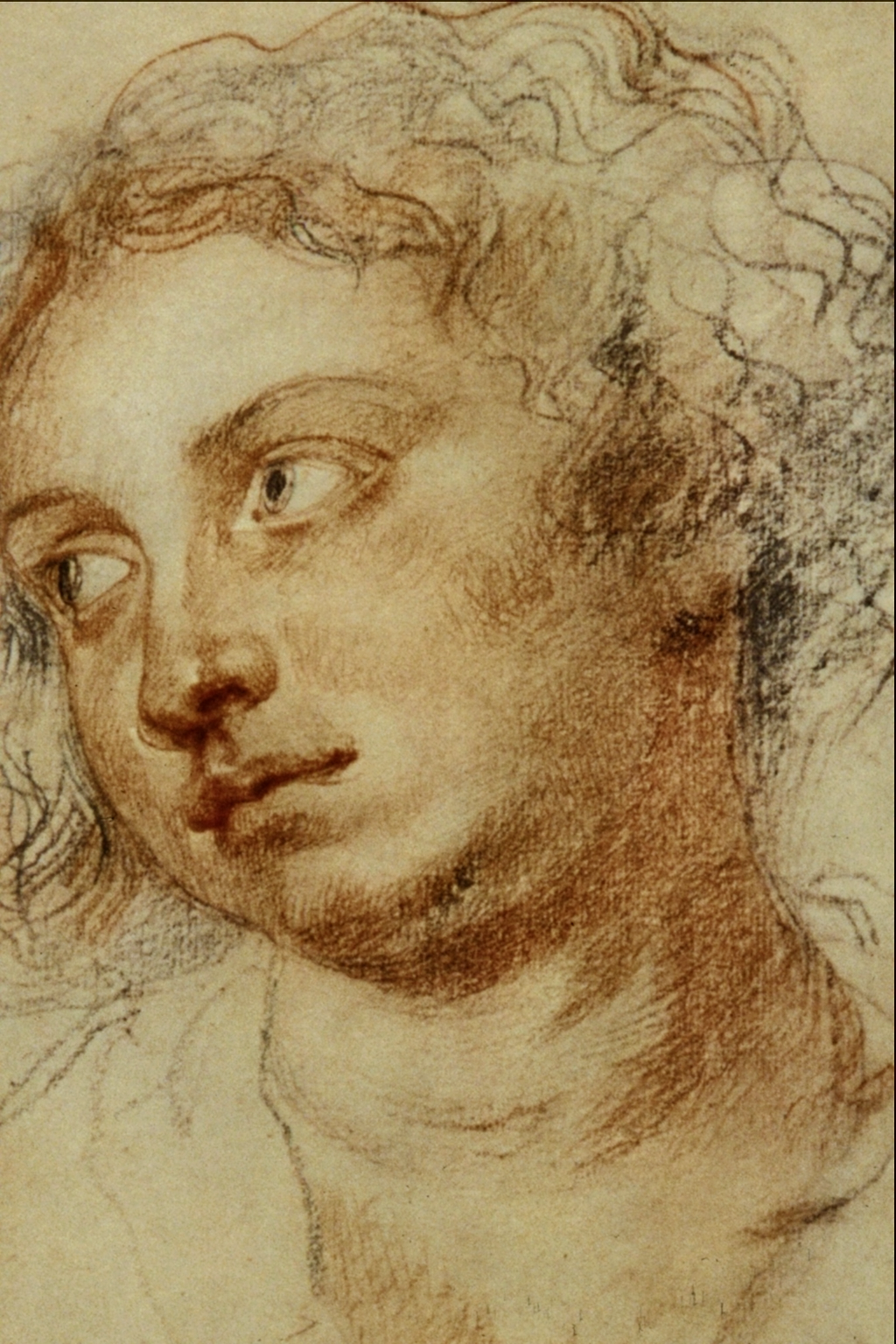
Дівоча голівка.
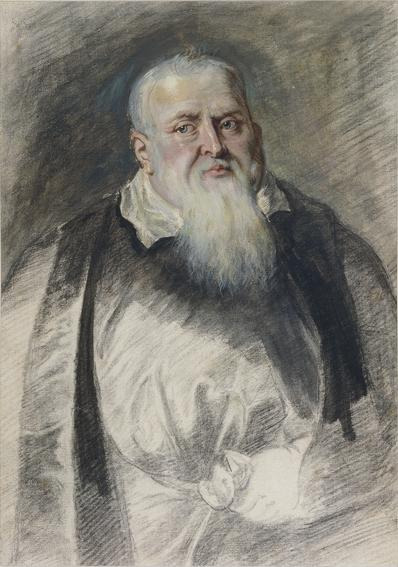
Сір Теодор Мейєрн. Штудія до портрета пензля Рубенса. Британський музей, Лондон.

## Рубенс і античність

Гравер П. Понтіус «Ваза Рубенса».

Рубенс. Малюнок «Антична голова та рука» (так званий Сенека). Ермітаж

Особлива галузь зацікавлень Рубенса малювальника — пам'ятки античності. Він розділяв моду на захоплення пам'ятками давньоримської античності, котра була культом в Італії доби відродження і вихлюпнулась в моду аристократичних кіл і королівських осіб в країнах за Альпами. У художника давньоримська античність стане ще й постійною галуззю вивчення та власної самоосвіти і ерудиції. Давньоримська античність для Рубенса — зразок вишуканого мистецтва в його закінчених і сталих формах, саме її він і знав. Для нього та його сучасників це було золоте століття культури, вищий щабель європейської цивілізації, якому треба наслідувати у власній творчості, а власні твори удосконалювати до рівня давньоримських майстрів.
В малюнках Рубенса чимало замальовок античних голів, бюстів, цілих скульптур чи їх уламків (давньоримська група «Венера і Марс» зі збірок родини Боргезе, скульптура рибалки, так званий «Сенека»). Якась репліка погруддя Сенеки було в колекціях Рубенса. Лише пізні дослідження доведуть, що то була голова невідомого доби еллінізму.
Освічені знавці античності 17 ст. ще мало знають про давньогрецькі пам'ятки, серед них особливий попит мали хіба що грецькі монети та камеї, гліптика як така. Віртуозно створені на напівкоштовних камінцях мініатюри Рубенс збирав усе життя. Одну гемму з найбільш вдалою композицією він не побажав продати навіть самому герцогові Бекінгему, хоча продав усі інші.
Глибоко засвоївши настанови і образи давньоримських майстрів, Рубенс і в малюнках, і в картинах олійними фарбами надто далекий від консервативного копіювання, сухої археологічної точності. Художник відтворює сюжети і дух античності, але робить це не як малообдарований копіїст, а як віртуозний митець доби бароко. Антична тематика наповнюється сучасним Рубенсу змістом, бравурним, героїчним чи навпаки, приховано еротичним, провокативним, а ці твори призначені для інтимних кабінетів знавців і поціновувачів античності — і не в останню чергу — творчості самого Рубенса.
Сміливий художник навіть обережно порушував історичні і авторитетні для багатьох свідоцтва античності. Так, боги і герої міфів та ранньохристиянські святі на картинах Рубенса одягнені в шовк і оксамит, яких стародавні римляни не знали. Це викликатиме обурення і докори з боку прихильників класицизму і академізму (особливо пізнього), починаючи з італійця  Джованні Беллорі (1613–1696). Але краса композиції і колориту картини для Рубенса були важливіші за докори вередливих профанів і ненависників.

## Фронтисписи роботи Рубенса

Рубенс. «Ексіз фронтиспіса»

Допитливий Рубенс не тільки купував книги. Разом із Бальтазаром Моретом вони працювали для друкарської фірми Плантена, створивши низку фронтисписів, що розміщались поряд із титульною сторінкою видань.

## Колекція малюнків графа Кобенцля
Бравурна продукція численних митців майстерні Рубенса задовольняла не всіх. З'явились поціновувачі безпосередніх творів самого голови майстерні, але таких було обмаль. Тому колекціонери звернули увагу на ескізи олійними фарбами Рубенса, сміливі, швидкі за виконанням, що фіксували перші задуми митця. Ту ж функцію виконували і численні малюнки Рубенса. Серед завзятих колекціонерів малюнків Рубенса був граф Йоган-Карл-Філіп Кобенцль, управитель Південних Нідерландів (майбутньої Бельгії). Його збірка не обмежувалась тільки малюнками Рубенса. Своїми зразками в колекції були представлені фламандці Пітер Брейгель молодший, Антоніс ван Дейк, Абрахам ван Діпенбек, Франс Снейдерс, Барнабе Гімар, Якоб Йорданс, Корнеліс Схют, Давід Тенірс молодший та інші . Всі вони або працювали в майстерні Рубенса, або були під впливом художньої манери Рубенса та його ідей. Колекція графа Кобенцля мимоволі акумулювала як оригінальні малюнки Рубенса, так і твори численних помічників майстерні Рубенса чи митців так чи інакше пов'язаних із його творчістю. Ретельне дослідження малюнків графа Кобенцля привело до нових атрибуцій, що дозволило роспізнати як ранні малюнки самого Рубенса, так і копії з його композицій і навіть копії з малюнків самого Рубенса, виконані його учнями чи пізніми послідовниками. 1768 року збірка малюнків графа Кобенцля була придбана для Імператорського Ермітажу.

## Галерея

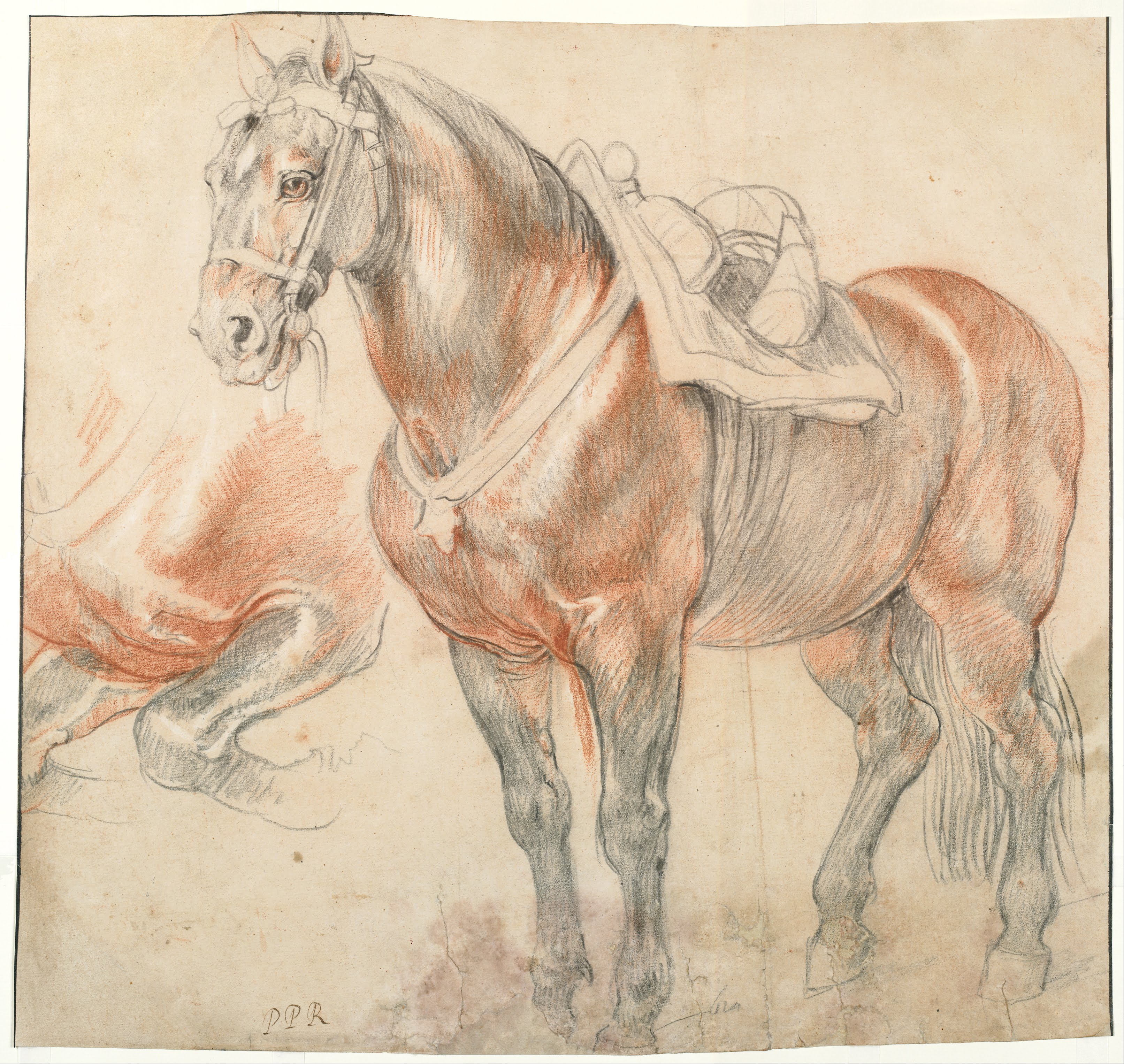
Замальовка коня, до 1618 р. Альбертіна, Відень.
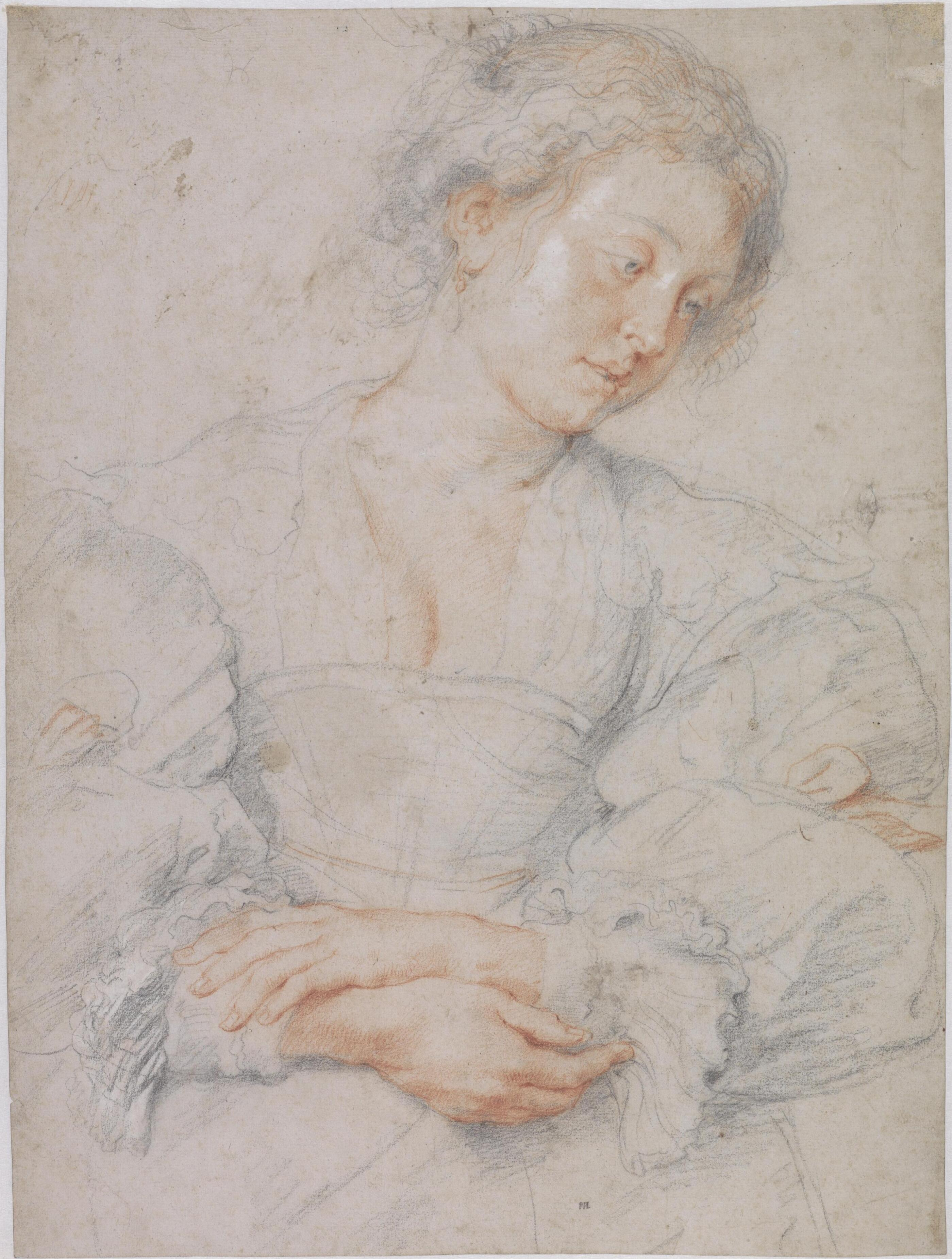
«Молоденька пані зі складеними руками», до 1630 р. Музей Бойманс ван Бенінгена, Роттердам.
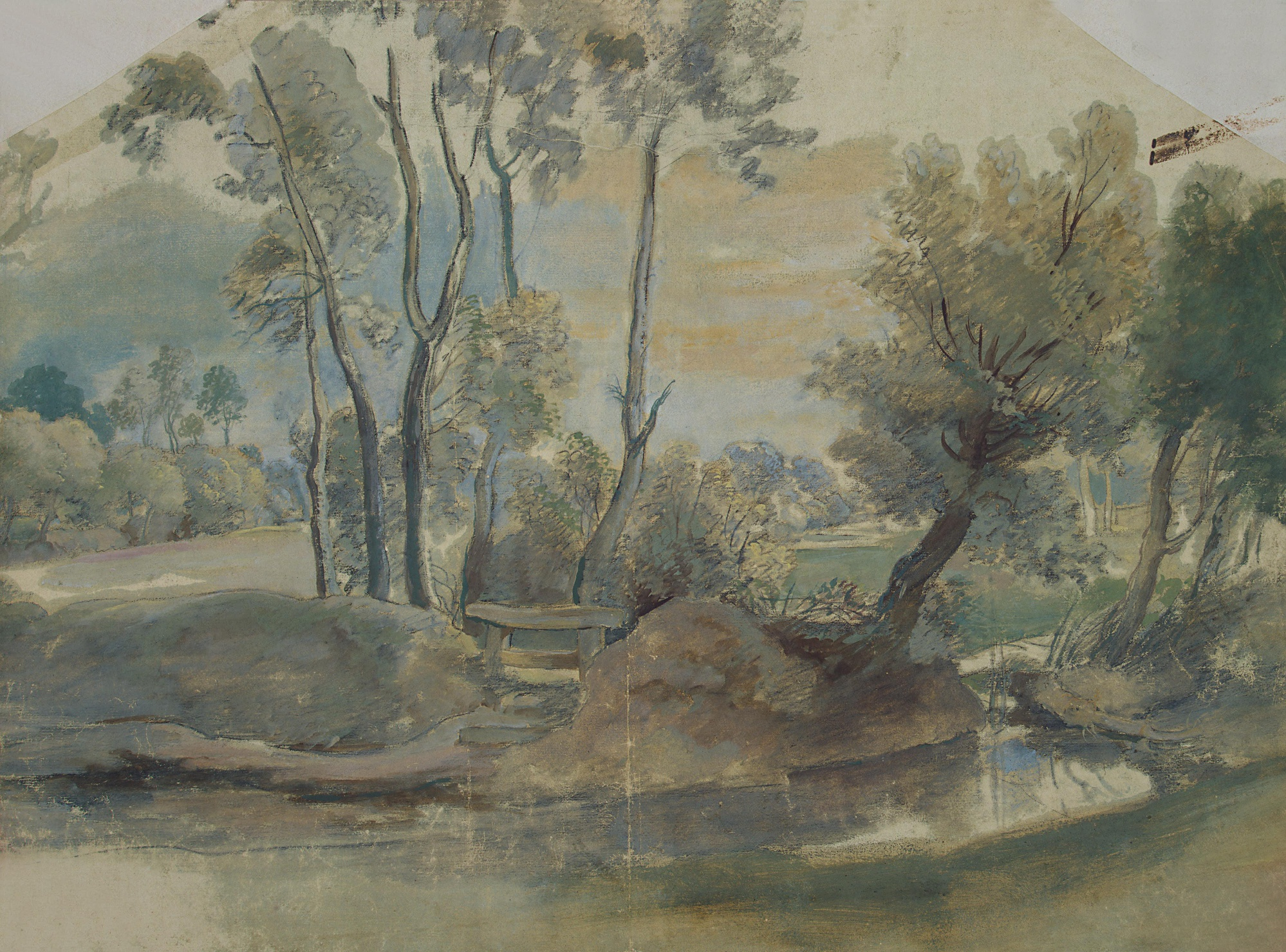
«Пейзажний малюнок», до 1640 р.
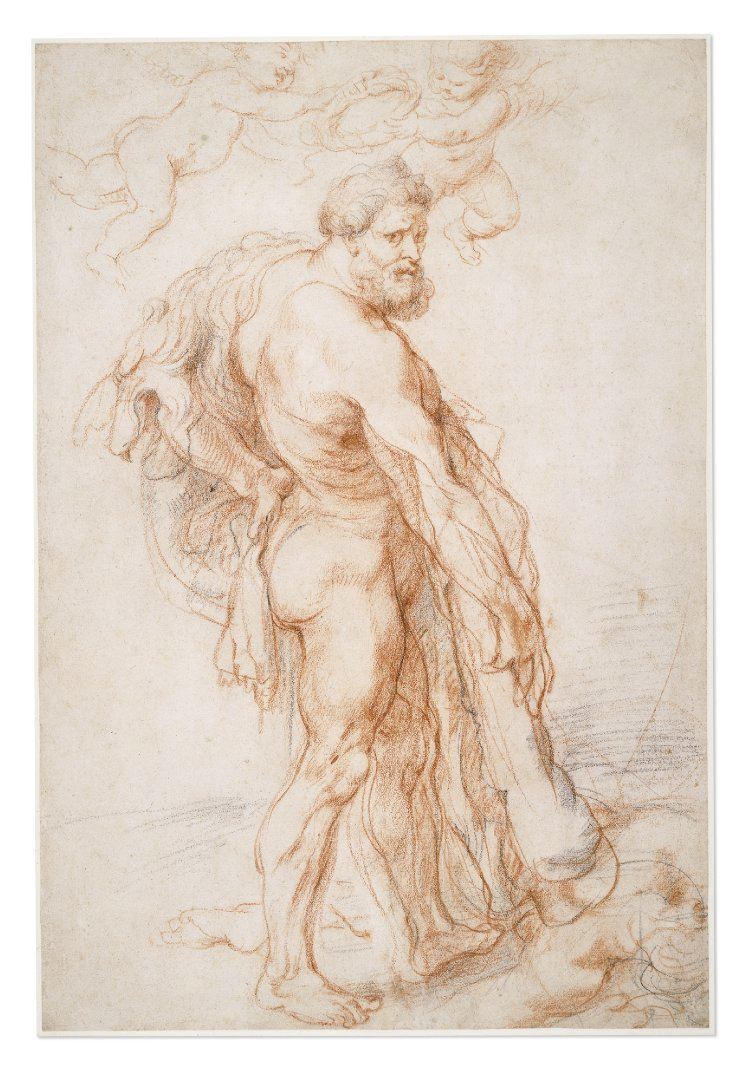
Рубенс. «Геркулес», 1921 р. Британський музей